# Central Stadion (Jekaterinburg)
Central Stadion (russisk: Стадион "Центральный", tr. Stadion "Tsentralnyj") er et stadion i Jekaterinburg i Rusland. Central Stadion er en af 12 stadioner, VM i fodbold 2018 skal spilles på. Frem til VM blev stadion ombygget, og nåede op på en kapacitet på 35.696 tilskuere.
Ombygningen indtedtes 2014 og var færdig i 2017. Før ombygningen havde Central Stadion plads til 27.000 siddende tilskuere. Det blev oprindeligt indviet 1957 og er hjemmebane for fodboldklubben FC Ural.

## Galleri
- Central Stadion
- Ombygningen i gang af Central Stadion

| Idrætsanlæg | Spire Denne artikel om et idrætsanlæg er en spire som bør udbygges. Du er velkommen til at hjælpe Wikipedia ved at udvide den. |

56°49′57″N 60°34′25″Ø / 56.83248057°N 60.57354138°Ø